# Южный малый полосатик
Южный малый полосатик (лат. Balaenoptera bonaerensis, или Pterobalaena bonaerensis) — вид китов из семейства полосатиковых.

## Описание
Южный полосатик один из самых малых представителей полосатиковых и усатых китов. В длину этот кит достигает 7,2—10,7 метров и весит от 5,8 до 9,1 тонн. В среднем самки на метр длиннее самцов. Новорождённые киты длиной 2,4—2,8 метров. Спина тёмно-серая, а живот белый.

## Распространение
Распространён во всех океанах Южного полушария. Лето проводит близ Антарктиды, а зимой обитает в северной части его ареала.